# بتشول (نبات)
البتشول (الاسم العلمي:Pogostemon) هو جنس من النباتات يتبع الفصيلة الشفوية من رتبة الشفويات.

## أنواع نبات البتشول
- بتشول اسكويرولي
- بتشول أذيني
- بتشول أرجواني داكن
- بتشول أزب
- بتشول أزغب
- بتشول أسود
- بتشول أندرسوني
- بتشول بنغالي
- بتشول ترافنكوري
- بتشول ثلاثي العروق
- بتشول جميل
- بتشول خطي
- بتشول درني
- بتشول رباعي الأوراق
- بتشول رخو
- بتشول رفيع
- بتشول سبخي
- بتشول سويقي
- بتشول شامبيوني
- بتشول شمالي
- بتشول صخري
- بتشول صغير الأزهار
- بتشول صفصافي الأوراق
- بتشول صليبي
- بتشول صيني
- بتشول ضئيل
- بتشول عنقودي
- بتشول غردنري
- بتشول غرفثي
- بتشول غشائي
- بتشول فلبيني
- بتشول فورموزي
- بتشول قزمي
- بتشول قصير السنابل
- بتشول قطرمي
- بتشول قطيفي
- بتشول لحوي
- بتشول مانيبوري
- بتشول مائي
- بتشول مبروم
- بتشول متغضن
- بتشول متكور
- بتشول مخمس
- بتشول مسترجن
- بتشول معرق
- بتشول معروف
- بتشول مغطى
- بتشول مقنزع
- بتشول منتصب
- بتشول منجلي
- بتشول منعكس
- بتشول نجمي
- بتشول نيلسوني
- بتشول نيلغيري
- بتشول هاينياني
- بتشول واتي
- بتشول وايتي
- بتشول وبري
- بتشول وليامسي